# Kurs nyelv
A kurs nyelv (vagy kur nyelv) egy kihalt balti nyelv, amelyet a Balti-tenger keleti partján, a mai Litvánia és Lettország területén, a Kurland-félszigeten beszélt a kur nép egészen a 14. századig, amikor asszimilálódtak a lettek és a litvánok közé. A nyelv átmenetet képez a porosz és a kelet-balti nyelvek között, de több közös vonása van a porosszal, mint a lettel. A kurs nyelvnek nincsenek írásos emlékei, nyomait nyelvjárási jellegzetességek és helynevek őrzik. A kurs nyelv nem tévesztendő össze a lett nyelv kurzemei nyelvjárásával.

## Besorolása
Bojtár Endre Bevezetés a baltisztikába című monográfiájában így foglalja össze a kur nyelv kutatásának történetét:
»A kursokat az egész 19. század során általánosan azonosították a lívekkel: „a lívek és a velük közel rokon kurok” (Setälä 1889:243.). Hunfalvy (1871/I:59.) is így tudta: „A kurok nyelvéből nem maradt meg semmi irodalmi emlék, de azon helyeik és szövetségek nevei, melyeket Lett Henriknél és más krónikásoknál találunk, azt mutatják, hogy liv- vagy eszt nyelvűek.” Csak J. Endzelīns 1912-es cikke bizonyította be, hogy „a kursok nem lívek, de nem is lettek vagy litvánok voltak, hanem balti törzs, amely a lett és a litván közötti átmeneti dialektust beszélte. Később a lettekhez, illetve a litvánokhoz asszimilálódott” (Endzelīns 1912/II:441.). J. Endzelīns után K. Būga irányította a figyelmet a kurs nyelvnek a poroszhoz közel álló sajátosságaira. Az „utolsó szót” azután V. Kiparsky (1939:462. és köv.) mondta ki terjedelmes monográfiájában, amelyben megkülönbözteti az időszámítás kezdete körül a Kursföld déli részén lakó balti kursokat és az északi részén lakó keleti-tengeri finn líveket.«.
A kur nyelvnek nem maradtak fenn írásos emlékei, a nyelv jellegzetességeit elsősorban helynevek és más nyelvekre gyakorolt hatásai alapján próbálták rekonstruálni.
- A XIX. században még úgy vélekedtek, hogy a kurok egy balti finn nyelvet beszéltek, amely lívhez és az észthez állt közel. Ezt az elméletet olyan neves finnugristák képviselték, mint a magyar származású Hunfalvy Pál és Emil Nestor Setälä finn nyelvész.
- A XX. századi kutatások nyomán azonban a kurok megítélése gyökeres fordulatot vett, ezek szerint a kurok egy balti nyelvet beszéltek. Az elmélet olyan tudósok nevéhez fűződik, mint Jānis Endzelīns lett nyelvész (1873-1961), Kazimieras Būga litván nyelvész (1879-1924) és René Paul Viktor Kiparsky finnországi születésű (1941) szlavista. A nyelvi adatok korlátozott volta miatt két vélekedés honosodott meg a kur nyelv besorolásával kapcsolatban:
  - Az egyik szerint nyugat-balti nyelv volt a poroszhoz hasonlóan, de a lettel és a litvánnal való találkozása nyomán kelet-balti jellegzetességeket vett fel, ugyanakkor bizonyos nyugat-balti jegyeket meg is őrzött.
  - A másik felfogás szerint feltételezhetünk egy közép-balti ágat is, amely azonban a maga különállásában eltűnt.

## Története
I. e. 500-ra teszik az ősbalti nyelvjárásokra való tagolódásnak kezdetét; az ősbaltiból először a nyugat-balti csoport vált ki időszámítások kezdete körül. A nyugat-balti törzsek a Balti-tenger partján éltek, a kelet-balti törzsek valamikor i. sz. 1000 körül foglalták el mai területüket, de a törzsek közötti kapcsolat sosem szűnt meg teljesen, ezért az intenzív és a kevésbé intenzív szakasz határai nem határozhatók meg pontosan. A nyelvészek azt feltételezik, hogy a kur i. sz. 500 körül kezdett el ismét közeledni a kelet-balti nyelvekhez.
A VII-IX. század volt a kurok fénykora, ők uralták a Balti-tengert, halászattal, kereskedelemmel foglalkoztak, de kalózkodtak is. A vikingekkel és más északi népekkel gyakran kényszerültek háborúzni. A kurok által uralt terület minden valószínűség szerint nagyobb volt a mai Kurzeme területénél, magában foglalhatta a későbbi porosz partokat és a mai Lettország nagy részét is.

A balti törzsek feltételezett elhelyezkedése a XIII. században.

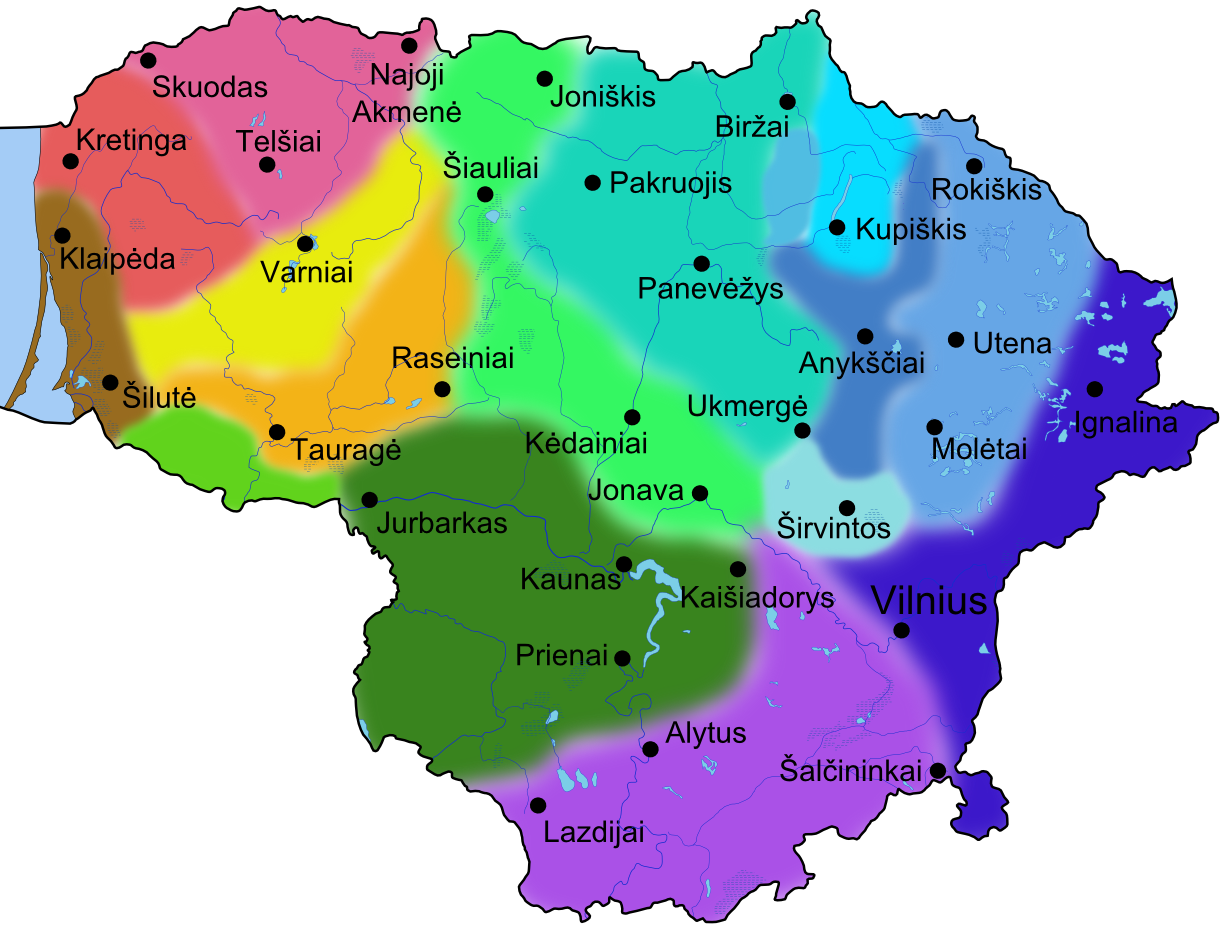
A litván nyelv nyelvjárásai. A szamogit nyelvjárást a barna, rózsaszín és sárga színek jelölik.

A lett nyelv nyelvjárásai. A középső nyelvjáráson (vidus dialekts) belül található a kur al-nyelvjárás (kursiskās izloksnes)

A IX. századtól kezdődött a Baltikum lívek általi uralma. A balti finn nyelvű lív nagy hatást gyakorolt a kurok nyelvére, olyannyira, hogy — amint a besorolásnál erről már szó volt — sokáig azt hitték, hogy a kur finnugor nyelv volt. A később sok különböző népnek otthont adó államalakulatot, Livóniát is a lívekről nevezték el.
1236-tól kezdődött a németek keleti irányú expanziója. A part menti területeknek igen fontos stratégiai szerepe volt, mivel ezen a területeken keresztül tudták a német lovagok elérni a livóniai területeket, ezért ádáz harc folyt értük. 1260-ban a durbeni csatában a mai Lettország területén található Durbe mellett a kur, a szemigall szamogit, lett és litván seregek legyőzték a Német Lovagrendet. A Rend ereje megroppant, a korábban elfoglalt területeken lázadások törtek ki. A porosz és kur területek lázadását 1274-ben verték le, ekkor kezdődik a kurok nagyarányú asszimilációja délen a litvánokhoz, északon a lettekhez.

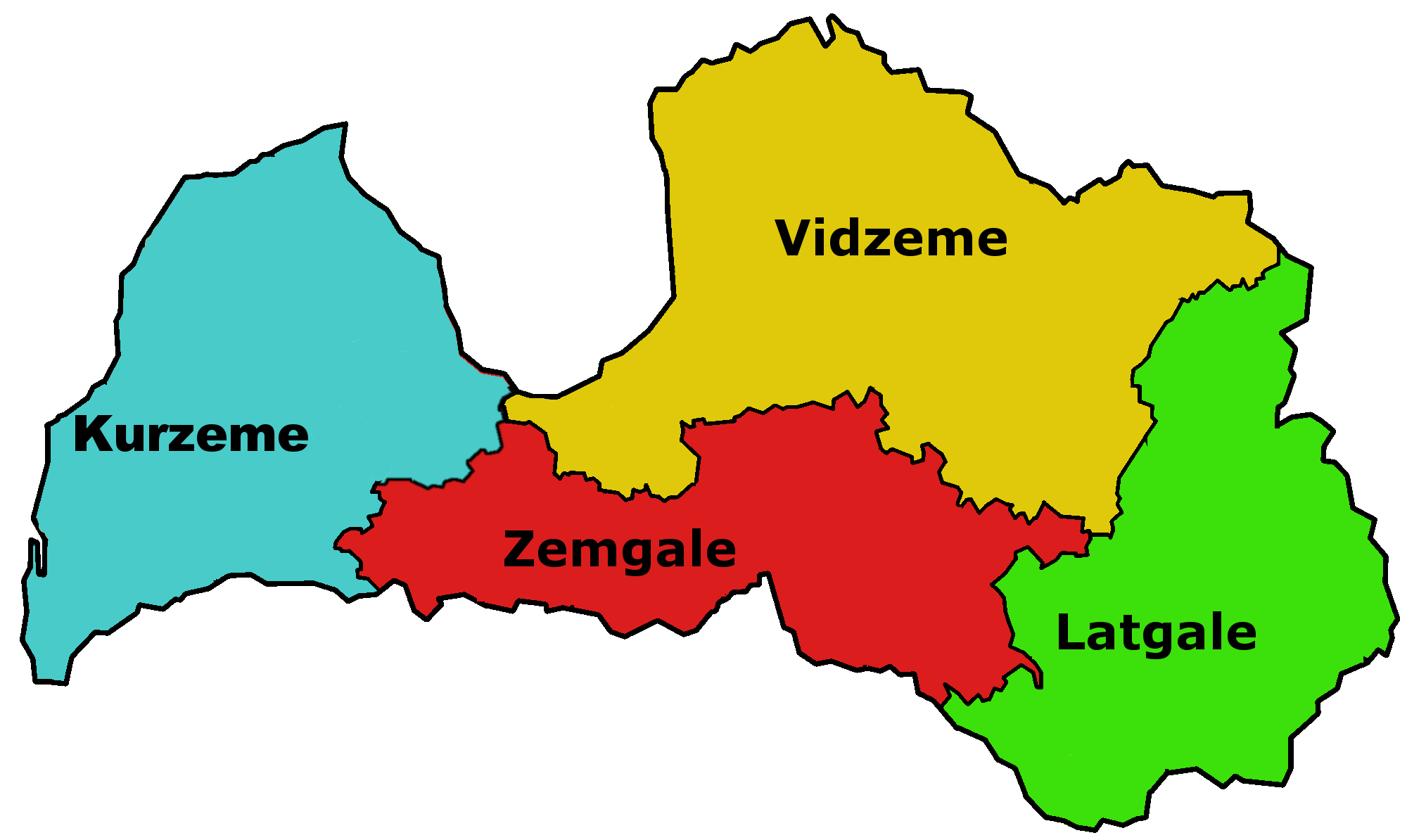
Lettország történelmi kultúrtájai: Kurzeme, Vidzeme, Zemgale és Latgale

A kur nyelvnek döntő hatása volt a litván nyelv két nyelvjárásának nagyarányú elkülönüléséhez. A kurral érintkező nyugati alföldi (szamogit) nyelvjárás (žemaičių tarmė) számtalan olyan eltérést mutat a keleti felföldi nyelvjárással (aukštaičių tarmė) szemben, amelyet nyugat-balti, közelebbről kur jellegzetességnek tartanak. Lásd még:
Szamogit nyelv és a szamogit kur jellegzetességei. Északon a kurokat a Zamgale tartományából származó szemigallok asszimilálták, ami avval magyarázható, hogy a XIII. századi háborúk nyomán elnéptelenedett területeket a szomszédos területek lakói telepedtek le. Az asszimiláció a XIII. században, de legkésőbb a XIV. században lezajlott, ennek eredményeként a kur nyelv és nép a későbbi lett nemzet elidegeníthetetlen alkotóelemévé vált.
A kur nyelv fokozatosan eltűnt, de a területen élők még később is, egészen a XVII. századig kuroknak, kurföldieknek (kurzemnieki) nevezték magukat, aminek történelmi okai voltak. A kurzemei és zemgalei területek ugyanis 1561 és 1795 között önálló hercegségként létezett a Lengyel–Litván Unió belül, és a hercegség területén élőket kurzemniekinek nevezték akkor is, ha Zemgale tartományban éltek. Lásd még: Kurzeme és Kurzemei Hercegség. A lettben külön szó is jelöli a kur nyelvet (kuršu valoda) és a kur avagy kurzemei nyelvjárást (kursiskās izloksnes).

## Szövegemlék
Simon Grunau (lettül: Simons Grūnavs, litvánul: Simonas Grunau) XVI. századi német Domonkos-rendi szerzetes Porosz Krónika (Preussische Chronik) című munkájában közli a Miatyánkot, állítása szerint porosz nyelven. A kutatások bebizonyították, hogy a szöveg csak két porosz szót tartalmaz (nossen ’miénk’ és gaytkas ’kenyér’), és a szöveg valójában a kur és a lett keverékén íródott, és mint ilyen, annak ellenére, hogy olvasatáról és nyelviségéről viták folynak, fontos emlék.
| Poroszul: | Poroszul: | Poroszul: |
| --- | --- | --- |
| Thawe nuson Thawe nuson kas thu asse andangon, Swintints wirst twais emmens. Pergeis twais laeims, Twais quaits audasseisin na semmey key andangon, Nusan deininan geittin dais numons schindeinan, Bha atwerpeis noumans nuson auschautins kay mas atwerpimay nuson auschautnikamans. Bha ny wedais mans enperbandasnan. Sclait is rankeis mans assa wargan. Amen. | Thawe nouson Thawe nouson kas thou aesse aendengon, Swyntints wirset tways emmens. Pareysey noumans twayia ryeky, Tways quaits audaseysin nasemmiey kay endenga, Nouson deyninan geytien days noumans schian deynan, Bhae etwerpeis noumans nouson auschautins kay mes etwerpymay nouson auschautenikamans. Bhae ni wedeys mans enperbandasnan. Slait isrankeis mans aesse wargan. Emmen. | Tawa Nouson Tawa Nouson kas tu essei Endangon, Swintints wirst twais Emnes. Pereit twais Rijks, Twais Quaits Audasin kaigi Endangon tijt deigi nosemien, Nouson deinennin geitien dais noumans schian deinan, Bhe etwerpeis noumas nousons auschautins kai mes etwerpimai nousons auschautenikamans. Bhe ni weddeis mans emperbandasnan. Schlait isrankeis mans esse wissan wargan. |
| Kurul: | Latgalul: | Lettül: |
| Nossen thewes Nossen thewes cur thu es delbas sweytz gischer tho wes wardes penag munis tholbe mystlastilbi tolpes prahes girkade delbeszisne tade symmes semmes vvorsunii dodi mommys an nosse igdemas mayse nude gaytkas pames mumys nusze noszeginu cademes pametam musen prettaune kans newede munis lawnā padoma swalbadi munis nowusse loyne amen             | Myusu Tāvs Myusu Tāvs, kurs esi dabasūs, slaveits lai tūp Tovs vōrds. Lai atnōk Tova Vaļsteiba. Tova vaļa lai nūteik, kai dabasūs, tai ari vērs zemes. Myusu ikdīneiškū maizi dūd mums šudiņ. I atlaid mums myusu porōdus, kai i mes atlaižam sovim porōdnīkim. In naved myusu kārdynōšonā, bet izglōb myusus nu ļauna. Amen.                                                             | Tēvreize Mūsu Tēvs, debesīs, Svētīts lai top Tavs vārds. Lai nāk Tava Valstība. Tavs prāts lai notiek, kā debesīs, tā arī virs zemes. Mūsu dienišķo maizi dod mums šodien. Un piedod mums mūsu parādus, kā arī mēs piedodam saviem parādniekiem. Un neieved mūs kārdināšanā, bet atpestī mūs no ļauna. Āmen.                                                                        |
| Szamogitül: | Litvánul: | Magyarul: |
| Tievė mūsa Tievė mūsa, katros esi dongou, tebūn švėnts Tava vards, Teatein Tava karalīstė, Tebūn Tava valė kap dongou, tēp ė ont žemės. Kasdėinėnės dounas douk mums šėndėin Ėr atleisk mums mūsa kaltės kap ė mes atleidam sava kaltininkams Ė neleisk mūsa gundītė, bet gelbiek mumis nu pėkta. Amėn.                                                             | Mūsų Tėve Mūsų Tėve, kuris esi danguje, tebūnie šventu laikomas tavo vardas. Teateinie tavo karalystė. Teįvyksta tavo valia, kaip danguje, taip ir žemėje. Kasdieninės mūsų duonos duok mums šiandien. Ir atleisk mums mūsų kaltes, kaip ir mes esame atleidę savo kaltininkams. Ir neįvesk mūsų į pagundymą, bet gelbėk mus nuo pikto. Amen.                                             | Miatyánk Mi Atyánk, aki a mennyekben vagy, Szenteltessék meg a Te neved. Jöjjön el a Te országod. Legyen meg a Te akaratod, amint a mennyben, úgy a földön is. Mindennapi kenyerünket add meg nekünk ma. És bocsásd meg vétkeinket, miképpen mi is megbocsátunk az ellenünk vétkezőknek. És ne vígy minket kísértésbe, de szabadíts meg a gonosztól. Ámen.                          |

## Kapcsolódó idegen nyelvű szócikkek
- Kuršu valoda (lett)
- Simon Grunau (angol)